# Terralonus
Terralonus Maddison, 1996 è un genere di ragni appartenente alla Famiglia Salticidae.

## Distribuzione
Le sette specie oggi note di questo genere sono diffuse solamente negli USA.

## Tassonomia
Gli esemplari per la determinazione di questo genere e della specie tipo sono quelli di Metaphidippus mylothrus (Chamberlin, 1925) che, secondo uno studio di Maddison del 1996, avevano caratteristiche peculiari tali da assurgere a genere.
A maggio 2010, si compone di sette specie:
- Terralonus banksi (Roewer, 1951) — USA
- Terralonus californicus (Peckham & Peckham, 1888) — USA
- Terralonus fraternus (Banks, 1932) — USA
- Terralonus mylothrus (Chamberlin, 1925)[2] — USA
- Terralonus shaferi (Gertsch & Riechert, 1976) — USA
- Terralonus unicus (Chamberlin & Gertsch, 1930) — USA
- Terralonus versicolor (Peckham & Peckham, 1909) — USA